# Motorová brzda

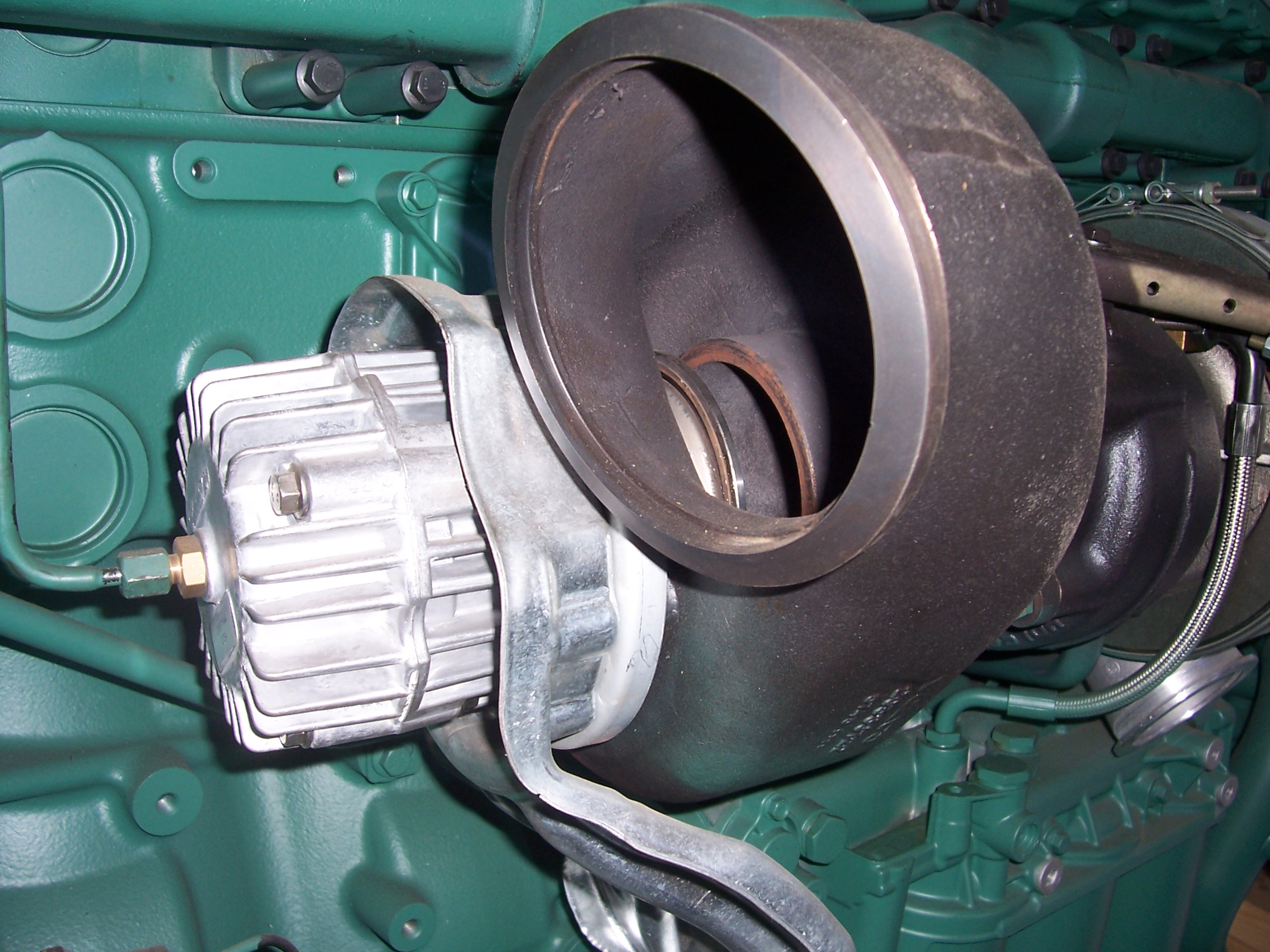
Motorová brzda na dieselovém motoru

Motorová brzda je jednou z odlehčovacích brzd (retardérů), používá se u vznětových motorů, především nákladních automobilů a autobusů. Motorová brzda funguje pouze při zařazeném rychlostním stupni a nevypnuté spojce – musí zůstat zachováno mechanické spojení brzdného účinku motoru a hnacích kol. Motorové brzdy jsou spolehlivé a konstrukčně poměrně jednoduché. Nejjednodušší a nejlevnější formou je klapka ve výfukovém potrubí, dražší a složitější pak dekompresní brzda „Jake Brake“, která může být hlučná.

## Princip
Vznětový motor („diesel“) pracuje s kvalitativní regulací (na rozdíl od zážehového Ottova motoru s regulací kvantitativní) – to znamená, že motor nasává, pomineme-li plnicí účinnost závislou na otáčkách motoru, stále stejné množství vzduchu a potřebný výkon je regulován jen množstvím vstříknutého paliva. V režimu brzdění motorem je dodávka paliva zcela odstavena, válcová jednotka při kompresním zdvihu stlačí nasátý vzduch, který se při zdvihu expanzním opět rozpíná, ale výsledný efekt je nižší o mechanickou účinnost mechanizmu – rozdílem je brzdný účinek motoru, který lze dále zvětšit zvýšením odporu proudění plynů – klapkou zmenšující podstatně průřez vstupu výfukového potrubí, čímž se zvýší odpor během výfukového zdvihu – výfuková brzda odlehčovací (podobně by to šlo teoreticky i na straně sání).
Kompresní či dekompresní motorová brzda rozvíjí uvedený princip zásahem do časování rozvodu výfukových ventilů – na konci komprese (tj. po stlačení) dochází k pootevření výfukového ventilu a upuštění vzduchu stlačovaného pístem do výfukového potrubí, takže stlačený vzduch nemůže většinu nabyté energie pístu svým rozpínáním vrátit a následně během expanze (rozpínání) dochází v motoru ke vzniku podtlaku, čímž motor klade větší odpor a vozidlo brzdí více. Dalšího zlepšení je dosaženo kombinací dekompresní brzdy s klapkou ve výfuku – to omezí hluk způsobený odpouštěním stlačeného vzduchu na konci komprese a zvýšení tlaku v potrubí přnese další efekt ve zvýšeném odporu pohybu pístu při výfukovém zdvihu, kdy při normálně otevíraném výfukovém ventilu je výše zmíněný podtlak podobně nahrazen přetlakem z výfukového potrubí vytvořeným jiným válcem motoru. Otevírání výfukového ventilu řešil vynálezce Clessie L. Cummins roku 1957 pomocí jednoduchého patentovaného mechanického či hydraulického přenosu od palce vačky vstřikovače, který má vrchol právě na konci komprese. Dnes patent různí výrobci obcházejí jiným konstrukčním řešením – například přidáním speciálního menšího ventilu jen pro účel brzdění či speciálně upravenou konstrukcí ovládání standardního výfukového ventilu: na vačce ventilu je kromě hlavního nálitku ještě jeden menší, který umožňuje pootevření ventilu na konci komprese. Aby se ventil neotevíral i v době, kdy je motorová brzda vypnuta, je mezi vačkou a výfukovým ventilem vůle, která se při aktivaci motorové brzdy vymezí naplněním hydraulického zdvihátka tlakovým olejem. U moderních přeplňovaných motorů pak lze efekt dále zvýšit v případě použití řízeného turbodmychadla, kdy je toto nastaveno v režimu motorové brzdy na maximální dodávku vzduchu, popřípadě dalším zvýšením jiných odporů motoru než je vnitřní proudění plynů – např. sepnutím maximálních otáček ventilátoru chlazení, čerpadla chladicí kapaliny a podobně. Z principu je jasné, že nejvyššího účinku je dosahováno při vyšších otáčkách motoru – tomu odpovídá obvykle modře značený doporučený segment otáčkoměru pro použití motorové brzdy řidičem, který by měl podřadit tak, aby se otáčky motoru dostaly právě do tohoto rozsahu, u moderních vozidel to obstarává automaticky elektronika.
Dekompresní brzdu je obvykle pro její podstatně vyšší výkon možno ovládat v několika stupních aby bylo možno účinek dávkovat dle adhezních podmínek a nedošlo ke smyku hnacích kol nebo je vše hlídáno elektronicky. Jsou tak k brzdění postupně využity jen některé válce motoru nebo přidána klapka ve výfuku či účast turbodmychadla.
Hodnota brzdného výkonu dekompresní brzdy se pohybuje až kolem 2/3 maximálního výkonu motoru pro dopředný pohyb, přispívá ke zvýšení bezpečnosti provozu a podstatnému snížení opotřebení a tím prodloužení životnosti provozních brzd vozidla. Zejména na konci táhlých klesání je tak v případě potřeby k dispozici plný výkon provozních brzd nesnížený tepelným zatížením, které by normálně přineslo použití brzd v celém klesání.